# Liste des hauts-commissaires alliés en Autriche occupée
 (avril 2025).
Si vous disposez d'ouvrages ou d'articles de référence ou si vous connaissez des sites web de qualité traitant du thème abordé ici, merci de compléter l'article en donnant les références utiles à sa vérifiabilité et en les liant à la section « Notes et références ».

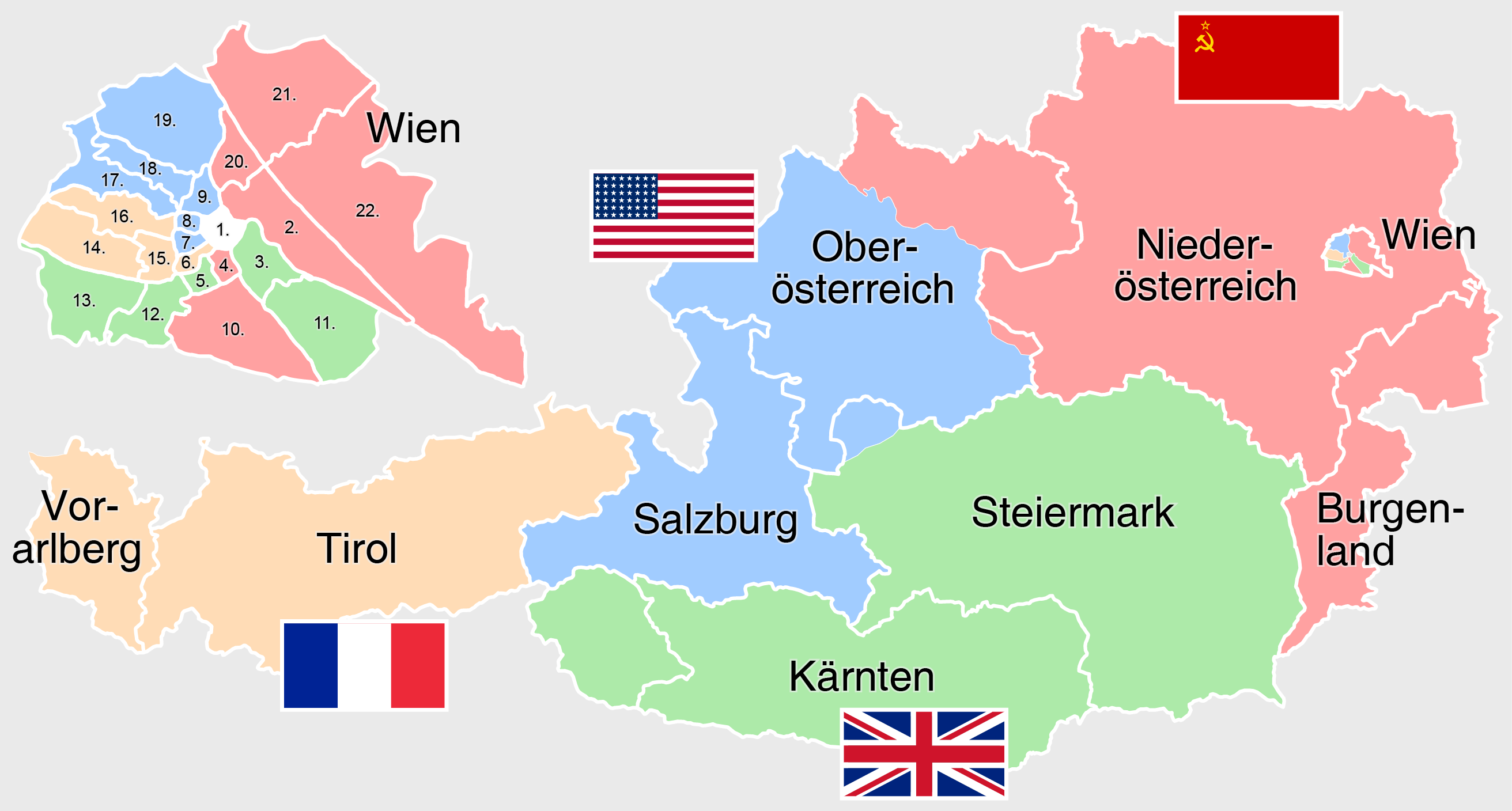
Les quatre zones d'occupation en Autriche et à Vienne entre 1945 et 1955

Le Haut-Commissaire de la Commission de contrôle alliée pour l'Autriche était le gouverneur militaire des quatre zones d'occupation de la France, de l'Union soviétique, du Royaume-Uni et des États-Unis dans l'Autriche occupée d'après la Seconde Guerre mondiale.

## Fonction
Le Haut-Commissaire entre le premier et le deuxième accord de contrôle (respectivement en juillet 1945 et en juin 1946), était le représentant des différentes puissances occupantes au Conseil allié de la Commission pour l'Autriche .
Les hauts-commissaires étaient d'abord les commandants des forces d’occupation respectives. À partir des années 1950, l'administration militaire est progressivement remplacée par des missions diplomatiques civiles, et des diplomates prirent en charge le bureau provisoire.
Les Hauts-Commissaires par intérim – pour la France, l’Ambassadeur désigné et le Haut-Commissaire adjoint – ont signé le 15 mai 1955, le Traité d'État relatif à la restauration d'une Autriche indépendante et démocratique (entré en vigueur le 27 juillet 1955). Le poste de haut-commissaire devint alors obsolète.

## Liste des hauts-commissaires
Les Hauts Commissaires suivants ont dirigé les zones d'occupation :

### Zone d'occupation britannique
| Nom                                        | Image | Mandat    |
| ------------------------------------------ | ----- | --------- |
| Sir Richard McCreery Lieutenant général    |       | 1945–1946 |
| Sir James Stuart Steele Lieutenant général |       | 1946–1947 |
| Sir Alexander Galloway Major général       |       | 1947–1950 |
| Sir John Winterton Général                 |       | 1950      |
| Sir Harold Caccia                          |       | 1950–1954 |
| Sir Geoffrey Wallinger                     |       | 1954–1955 |

### Zone d'occupation américaine
| Nom                               | Image | Mandat    |
| --------------------------------- | ----- | --------- |
| Mark W. Clark Général             |       | 1945–1947 |
| Geoffrey Keyes Lieutenant-général |       | 1947–1950 |
| Walter J. Donnelly                |       | 1950–1952 |
| Llewellyn E. Thompson             |       | 1950–1955 |

| Nom                                    | Image | Mandat    |
| -------------------------------------- | ----- | --------- |
| Antoine Béthouart Général d'infanterie |       | 1945–1950 |
| Jean Payart                            |       | 1950–1955 |

### Zone d'occupation soviétique
| Nom                                                     | Image | Mandat    |
| ------------------------------------------------------- | ----- | --------- |
| Iwan Stepanowitsch Konew Maréchal de l'Union soviétique |       | 1945–1946 |
| Wladimir Wassiljewitsch Kurassow Général supérieur      |       | 1946–1949 |
| Wladimir Petrowitsch Swiridow Général-lieutenant        |       | 1949–1953 |
| Iwan Iwanowitsch Iljitschow                             |       | 1953–1955 |